# Area di Wernicke
L'area di Wernicke, o area percettiva del linguaggio, è una parte del lobo temporale del cervello le cui funzioni sono coinvolte nella comprensione del linguaggio. Fa parte della corteccia cerebrale e si trova alla confluenza delle aree associative temporale, parietale e occipitale. Può anche essere descritta come la parte posteriore dell'area di Brodmann 22, ed è connessa all'area di Broca da un percorso neurale detto fascicolo arcuato.
Prende il nome da Carl Wernicke, che nel 1874 scoprì che un danno a quest'area causava un tipo particolare di afasia (afasia di Wernicke).
Nei pazienti affetti dall'afasia di Wernicke il linguaggio parlato è scorrevole, ma il senso logico è mancante.
Anche la comprensione del linguaggio appare compromessa.